# Agrostis exarata
Agrostis exarata é uma espécie de gramínea do gênero Agrostis, pertencente à família Poaceae.